# Danny Porush
Daniel Mark Porush, noto semplicemente come Danny Porush (Lawrence, febbraio 1957), è un imprenditore statunitense.
È un uomo d'affari ed ex agente di borsa americano che negli anni novanta avviò un programma di frode azionaria rientrante nella cosiddetta tipologia Pump and dump. Nel 1999 fu condannato per frode negli investimenti e per riciclaggio di denaro compiute durante il suo lavoro presso l'agenzia Stratton Oakmont, in seguito alla quale scontò 39 mesi di carcere.